# Attentato alla moschea di Peshawar del 2023
L'attentato alla moschea di Peshawar del 2023 è un attentato suicida avvenuto alle 13:30 del 30 gennaio 2023 all'interno di una moschea di Peshawar, nella provincia pakistana di Khyber Pakhtunkhwa. L'attentatore si è fatto esplodere durante la preghiera di mezzogiorno, uccidendo oltre 100 persone e ferendone più di 200.

## Premessa
Nel 2004 con l'inizio, il 16 marzo, della guerra, si sono intensificati gli attacchi terroristici degli islamisti insorti contro il governo pakistano, principalmente nella parte nord-occidentale del paese. Peshawar, capitale della provincia di Khyber Pakhtunkhwa, è stata una delle città più colpite, come visto negli attacchi alle moschee del 2013, 2015 e 2022.

## Eventi

### L'attentato
La moschea si trova all'interno di un complesso di massima sicurezza, comprendente il quartier generale della polizia provinciale e un dipartimento antiterrorismo. Intorno alle 13:30, l'attentatore superò diverse barricate senza essere notato dalla polizia, anche se al momento dell'attacco, essendo orario di preghiera, erano presenti tra i 300 e i 400 poliziotti. Raggiunta la prima fila, l'uomo azionò il giubbotto suicida, provocando un'esplosione dalla potenza tale da far crollare il tetto della moschea. Il numero delle persone che hanno perso la vita non è preciso, ma risultano essere più di 100, con il doppio dei feriti. Il 90% delle vittime erano agenti di polizia.

### L'attentatore
L'identità dell'attentatore è attualmente sconosciuta, ma due ufficiali del Tehrik-i-Taliban Pakistan (TTP) hanno rivendicato la responsabilità dell'attacco a nome del gruppo terroristico, dicendo che si trattava di una vendetta per l'assassinio di Omar Khalid Khorasani, uno dei fondatori del TTP, avvenuto il 7 agosto 2022.

## Reazioni
Il primo ministro pakistano Shehbaz Sharif affermò che l'attentato era contrario a tutti i principi dell'Islam, e che l'intero Pakistan "è unito contro la minaccia del terrorismo". L'attacco è stato condannato anche dall'ex primo ministro Imran Khan e da diverse celebrità pakistane.